# 芬塔西鯡
芬塔西鯡為輻鰭魚綱鲱形目鲱科的其中一種，分布於東北大西洋區，從挪威至摩洛哥海域，包括波羅的海、地中海、黑海，本魚身體微側扁，被大薄鱗片，深藍色的背部，成為雙方腹側銀綠褐色或金黃色，背鰭硬棘4-6枚，背鰭軟條12-16枚，臀鰭硬棘3-4枚，臀鰭軟條16-22枚，脊椎骨55-59枚，體長可達60公分，成魚棲息在沿海海域，稚魚棲息在河口區，為洄游性魚類，繁殖期迴會進入淡水溪流產卵，屬肉食性，以魚類、甲殼類等為食，可做為食用魚。

## 擴展閱讀
維基物種上的相關：芬塔西鯡